# City of Yarra
City of Yarra – obszar samorządu lokalnego (ang. local government area), wchodzący w skład aglomeracji Melbourne. City of Yarra powstała w 1994 roku z połączenia trzech innych jednostek samorządowych: Richmond, Collingwood i Fitzroy oraz z części Carlton North. Obszar ten zamieszkuje 69 330 osób (dane z 2006). 29,2% mieszkańców urodziło się poza Australią głównie są pochodzenia wietnamskiego, brytyjskiego i greckiego. Rada miasta zlokalizowana jest w Richmond Town Hall. 

## Dzielnice
- Abbotsford
- Alphington
- Burnley
- Carlton North
- Clifton Hill
- Collingwood
- Cremorne
- Fairfield
- Fitzroy
- Fitzroy North
- Princes Hill
- Richmond

## Burmistrzowie City of Yarra

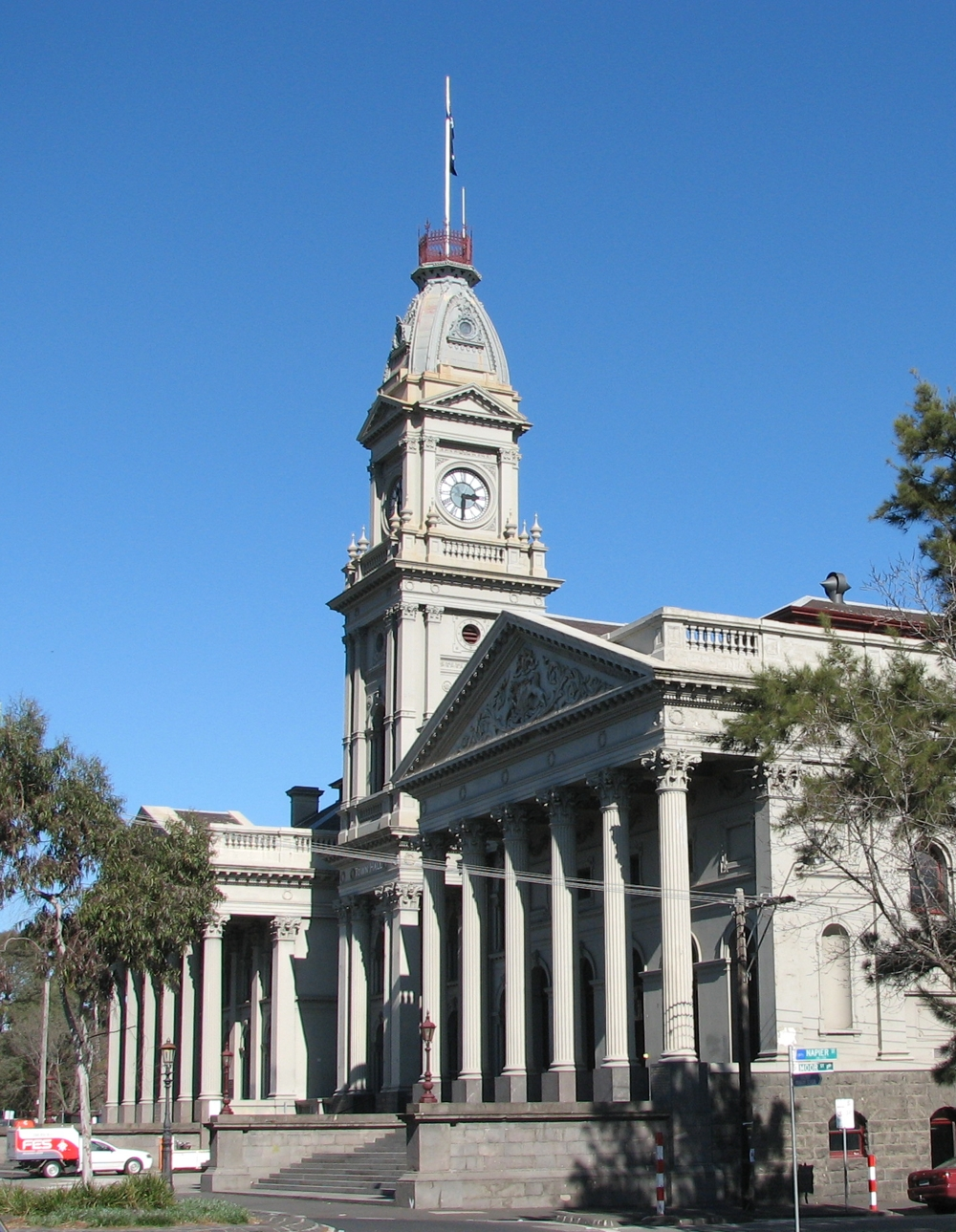
Fitzroy Town Hall

|    | Burmistrz        | Lata urzędowania |
| -- | ---------------- | ---------------- |
| 1  | John Sawyer      | 1996–1997        |
| 2  | Linda Hoskins    | 1997–1998        |
| 3  | John Phillips    | 1998–1999        |
| 4  | Steve Watson     | 1999–2000        |
| 5  | John Phillips    | 2000–2001        |
| 6  | Sue Corby        | 2001–2003        |
| 7  | Greg Barber      | 2003–2004        |
| 8  | Kay Meadows      | 2004–2005        |
| 8  | Kay Meadows      | 2004–2005        |
| 9  | Jackie Fristacky | 2005–2006        |
| 10 | Jenny Farrar     | 2006–2007        |
| 11 | Judy Morton      | 2007–2008        |
| 12 | Amanda Stone     | 2008–2009        |